# José Martí
José Julián Martí Pérez, kallad "El Apóstol" (Aposteln), född 28 januari 1853 i Havanna, död 19 maj 1895 nära Palma Soriano i provinsen Santiago de Cuba, var en kubansk politiker, journalist, filosof och poet, förelöpare till den litterära modernismen. Han har kommit att ses som en kubansk nationalhjälte.

## Biografi
José Martís politiska rastlöshet och hans kärlek till sitt fosterland kom till uttryck vid en mycket tidig ålder. Sexton år gammal dömdes han till sex års fängelse för att ha kallat en studiekamrat förrädare då denne frivilligt anslutit sig till den spanska armén. Det var under denna period verket "El Presidio Politico en Cuba" (De politiska fängelserna på Kuba, 1869) producerades, i vilket den spanska kolonialmaktens brutalitet i allmänhet samt de kubanska fängelserna i synnerhet, kritiseras.
Hans kännedom om de progressivaste tänkarna i den kubanska historien (Félix Varela, José de la Luz och Caballero) övertygade honom. Han gick i landsflykt i Spanien och USA, reste i Amerika och deltog i Guerra Chiquita.
Han studerade orsakerna till misslyckandet i Tioårskriget (Guerra de los Diez Años) och organiserade med utgångspunkt från detta 1895 års krig. Han vände sig till alla som önskade självständighet, speciellt de fattigaste, vilka uppmanades bilda revolutionära klubbar som var den grundläggande enheten i det kubanska revolutionära partiet, Partido Revolucionario Cubano (PRC), som grundades den 5 januari 1892 i Club San Carlos i Cayo Hueso i Florida i USA, och vars målsättning var att "uppnå självständighet åt Kuba, och främja och understödja Puerto Ricos självständighet". Utöver sina politiska insatser är Martí känd för sin poesi och vältalighet såväl som för sina journalistiska insatser.
José Martí stupade på slagfältet vid Dos Ríos nära Palma Soriano den 19 maj 1895.